# Chthonos pectorosa
Chthonos pectorosa is een spinnensoort in de taxonomische indeling van de parapluspinnen (Theridiosomatidae).
Het dier behoort tot het geslacht Chthonos. De wetenschappelijke naam van de soort werd voor het eerst geldig gepubliceerd in 1882 door Octavius Pickard-Cambridge.